# A Liverpool FC 2011–2012-es szezonja
Ez a szócikk a Liverpool FC 2011–2012-es szezonjáról szól, mely a 120. volt a csapat fennállása óta, zsinórban 49. az angol élvonalban. A szezon 2011. július 13-án kezdődött a kínai Guangdong elleni 4–3-as barátságos mérkőzéssel. Az első tétmérkőzés a Sunderland elleni hazai bajnoki volt augusztus 13-án, mely 1–1-es döntetlennel zárult. Az utolsó Premier League mérkőzés az újonc Swansea City otthonában volt 2012. május 13-án.
A Liverpool 38 fordulót követően 52 ponttal a 8. helyen zárt a bajnokságban, jobb gólkülönbséggel (+7) megelőzve a londoni Fulhamet (–3) és 4 ponttal lemaradva a városi rivális Everton mögött.
A csapat az előző szezonban a 6. helyen végzett a Premier League-ben, ezért egyik európai kupában sem indulhatott.
Az FA-kupában a harmadik körben kezdtek 5–1-es győzelemmel a harmadosztályú Oldham Athletic ellen. A következő körben az örök rivális Manchester United otthonában 1–2-es sikert arattak, az ötödik körben pedig a Ligakupában már legyőzött Brighton & Hove Albionnal találkoztak és 3 öngóllal 6–1-re verték őket. A negyeddöntőben újra ismerős klubbal, az első osztályú Stoke Cityvel csaptak össze és 2–1-es győzelemmel az elődöntőbe jutottak, ahol a városi rivális Evertont verték szintén 2–1-re. A Ligakupa-döntő után 2001 óta egy szezonon belül a Liverpool az FA-kupa-döntőben is részt vett. Május 5-én a londoni Chelsea volt az ellenfél, akiket a Ligakupában korábban már szintén legyőztek, azonban ezen a meccsen 2–1-re kikaptak.
A Ligakupában az Exeter City ellenfeleként a második körben 1–3-ra, majd a Brighton & Hove Albion ellen és a Stoke City ellen is 1–2-re nyertek, majd a negyeddöntőben a Chelsea otthonában arattak 0–2-s sikert. Az elődöntőben a Manchester Cityt kapták ellenfélnek, s a "Vörösök" 3–2-es összesítéssel kerültek a február 26-ai döntőbe. A fináléban a másodosztályú Cardiff Cityt győzték le izgalmas mérkőzésen, hosszabbítást követően (2–2), büntetőpárbajban (3–2). A csapat 2003 után nyert újra Ligakupát, és 2006 óta először bármilyen trófeát. Ezzel a kupagyőzelemmel a 2012–13-as szezonra Európa-liga-indulást szereztek, a harmadik selejtezőkörben kapcsolódhattak be a sorozatba.

## Mezek
| Hazai mez | Kapusmez |

| Idegenbeli mez | Második kapusmez |

| Harmadik mez |

## Játékosok

### Felnőtt keret
A feltüntetett játékosok szerepeltek a keretben a szezon első és utolsó tétmérkőzése között. A dőlt betűvel jelölt játékosokat nevezték tétmérkőzésre, a félkövérrel jelöltek pedig pályára is léptek ilyen találkozókon.
| No. |               | Poszt | Játékos                            |
| --- | ------------- | ----- | ---------------------------------- |
| 1   | Ausztrália    | K     | Brad Jones                         |
| 2   | Anglia        | V     | Glen Johnson                       |
| 3   | Spanyolország | V     | José Enrique                       |
| 4   | Portugália    | KP    | Raul Meireles (augusztusig)        |
| 5   | Dánia         | V     | Daniel Agger                       |
| 6   | Brazília      | V     | Fábio Aurélio                      |
| 7   | Uruguay       | CS    | Luis Suárez                        |
| 8   | Anglia        | KP    | Steven Gerrard (csapatkapitány)    |
| 9   | Anglia        | CS    | Andy Carroll                       |
| 11  | Argentína     | KP    | Maxi Rodríguez                     |
| 14  | Anglia        | KP    | Jordan Henderson                   |
| 16  | Uruguay       | V     | Sebastián Coates (augusztustól)    |
| 17  | Görögország   | V     | Szotíriosz Kirjákosz (augusztusig) |
| 18  | Hollandia     | CS    | Dirk Kuijt                         |
| 19  | Anglia        | KP    | Stewart Downing                    |
| 20  | Anglia        | KP    | Jay Spearing                       |
| 21  | Brazília      | KP    | Lucas Leiva                        |
| 23  | Anglia        | V     | Jamie Carragher (csk-helyettes)    |
| 24  | Franciaország | CS    | David N'Gog (augusztusig)          |

| No. |               | Poszt | Játékos                         |
| --- | ------------- | ----- | ------------------------------- |
| 25  | Spanyolország | K     | José Manuel Reina               |
| 26  | Skócia        | KP    | Charlie Adam                    |
| 28  | Dánia         | KP    | Christian Poulsen (augusztusig) |
| 30  | Spanyolország | CS    | Suso                            |
| 31  | Anglia        | KP    | Raheem Sterling                 |
| 32  | Brazília      | K     | Doni                            |
| 33  | Anglia        | KP    | Jonjo Shelvey                   |
| 34  | Anglia        | V     | Martin Kelly                    |
| 35  | Anglia        | V     | Conor Coady                     |
| 37  | Szlovákia     | V     | Martin Škrtel                   |
| 38  | Anglia        | V     | Jon Flanagan                    |
| 39  | Wales         | CS    | Craig Bellamy (szeptembertől)   |
| 41  | Dánia         | K     | Martin Hansen (januárig)        |
| 47  | Anglia        | V     | Andre Wisdom                    |
| 49  | Anglia        | V     | Jack Robinson                   |
| —   | Svájc         | V     | Philipp Degen (augusztusig)     |
| —   | Anglia        | CS    | Nathan Eccleston                |
| —   | Marokkó       | CS    | Nabil ez-Zahr (augusztusig)     |
| —   | Argentína     | V     | Emiliano Insúa (augusztusig)    |

### Kölcsönben lévő játékosok
| No. |               | Poszt | Játékos                                                                            |
| --- | ------------- | ----- | ---------------------------------------------------------------------------------- |
| —   | Anglia        | V     | Stephen Darby (a Rochdale-nél 2011. július 7-étől a 2011–12-es szezon végéig)      |
| 42  | Magyarország  | K     | Gulácsi Péter (a Hull Citynél 2011. július 19-étől 2012. április 13-áig)           |
| 12  | Spanyolország | CS    | Daniel Pacheco (az Atlético Madridnál 2011. augusztus 24-étől 2012. június 30-áig) |
| 15  | Olaszország   | KP    | Alberto Aquilani (a Milannál 2011. augusztus 26-ától 2012. június 30-áig)          |
| 10  | Anglia        | KP    | Joe Cole (a Lille-nél 2011. augusztus 31-étől a 2011–12-es szezon végéig)          |
| —   | Anglia        | CS    | David Amoo (a Burynél 2011. szeptember 23-ától a 2011–12-es szezon végéig)         |
| 22  | Skócia        | V     | Danny Wilson (a Blackpoolnál 2011. december 31-étől a 2011–12-es szezon végéig)    |

## Átigazolások

### Érkezők
| Dátum       | Játékos          | Nemzetiség | Poszt              | Honnan           | Ár          |
| ----------- | ---------------- | ---------- | ------------------ | ---------------- | ----------- |
| 2011.06.09. | Jordan Henderson | angol      | szélső középpályás | Sunderland       | £16 000     |
| 2011.07.08. | Charlie Adam     | skót       | középpályás        | Blackpool        | £8 500 000  |
| 2011.07.15. | Doni             | brazil     | kapus              | Roma             | ingyen      |
| 2011.07.16. | Stewart Downing  | angol      | szélső középpályás | Aston Villa      | £18 500 000 |
| 2011.08.12. | José Enrique     | spanyol    | balhátvéd          | Newcastle United | £6 000      |
| 2011.08.30. | Sebastián Coates | uruguayi   | középhátvéd        | Nacional         | £4 900 000  |
| 2011.09.01. | Craig Bellamy    | walesi     | csatár             | Manchester City  | ingyen      |

### Távozók
| Dátum       | Játékos              | Nemzetiség | Poszt                | Hova                  | Ár             |
| ----------- | -------------------- | ---------- | -------------------- | --------------------- | -------------- |
| 2011.06.14. | Paul Konchesky       | angol      | balhátvéd            | Leicester City        | £1 500 000     |
| 2011.07.18. | Gerardo Bruna        | argentin   | középpályás          | Blackpool             | ismeretlen     |
| 2011.07.29. | Thomas Ince          | angol      | középpályás          | Blackpool             | ismeretlen     |
| 2011.08.05. | Milan Jovanović      | szerb      | szélső támadó        | Anderlecht            | ingyen         |
| 2011.08.13. | Daniel Sánchez Ayala | spanyol    | középhátvéd          | Norwich City          | £850 000       |
| 2011.08.22. | Szotíriosz Kirjákosz | görög      | középhátvéd          | Wolfsburg             | ingyen         |
| 2011.08.24. | Nabil ez-Zahr        | marokkói   | szélső támadó        | Levante               | szabadúszóként |
| 2011.08.27. | Emiliano Insúa       | argentin   | balhátvéd            | Sporting              | ismeretlen     |
| 2011.08.31. | Philipp Degen        | svájci     | jobbhátvéd           |                       |                |
| 2011.08.31. | Raul Meireles        | portugál   | középpályás          | Chelsea               | ismeretlen     |
| 2011.08.31. | David N'Gog          | francia    | csatár               | Bolton Wanderers      | £4 000         |
| 2011.08.31. | Christian Poulsen    | dán        | védekező középpályás | Evian Thonon Gaillard | ismeretlen     |
| 2012.01.31. | Martin Hansen        | dán        | kapus                | Viborg                | ismeretlen     |

## Mérkőzések

### Barátságos találkozók
| 2011. július 13. 20:00 (UTC+8) |

| Guangdong                      | 3 – 4               | Liverpool                                   |
| ------------------------------ | ------------------- | ------------------------------------------- |
| Steer 45' Lin 89' Hongbo 90+1' | (1 – 2) Jegyzőkönyv | Poulsen 19' N'Gog 22' Coady 72' Carroll 85' |

| Tianhe Stadion, Kanton (Kína) |

| 2011. július 16. 17:45 (UTC+8) |

| Malajzia XI                 | 3 – 6               | Liverpool                                                       |
| --------------------------- | ------------------- | --------------------------------------------------------------- |
| Rahim 39' Mohd Sali 79' 80' | (1 – 2) Jegyzőkönyv | Adam 27' (11-esből) N'Gog 68' 69' Rodríguez 76' 90' Kuijt 90+4' |

| Bukit Jalil Nemzeti Stadion, Kuala Lumpur (Malajzia) |

| 2011. július 23. 15:00 (WEST) |

| Hull City                       | 3 – 0               | Liverpool |
| ------------------------------- | ------------------- | --------- |
| Brady 21' Koren 34' Simpson 58' | (2 – 0) Jegyzőkönyv |           |

| KC Stadion, Kingston upon Hull (Anglia) Nézőszám: 20 924 Játékvezető: Graham Salisbury |

| 2011. július 28. 21:00 (EEST) |

| Galatasaray               | 3 – 0               | Liverpool |
| ------------------------- | ------------------- | --------- |
| Baroš 8' 40' Elmander 83' | (2 – 0) Jegyzőkönyv |           |

| Ali Sami Yen Stadion, Isztambul (Törökország) |

| 2011. augusztus 1. 19:00 (CEST) |

| Vålerenga                                    | 3 – 3               | Liverpool                 |
| -------------------------------------------- | ------------------- | ------------------------- |
| Strand 13' Ogude 19' (11-esből) Fellah 90+3' | (2 – 1) Jegyzőkönyv | Carroll 43' Agger 83' 88' |

| Ullevaal Stadion, Oslo (Norvégia) |

| 2011. augusztus 6. 17:30 (WEST) |

| Liverpool                | 2 – 0               | Valencia |
| ------------------------ | ------------------- | -------- |
| Carroll 7' Kirjákosz 90' | (1 – 0) Jegyzőkönyv |          |

| Anfield, Liverpool (Anglia) Játékvezető: Martin Atkinson |

| 2011. július 13. 20:00 (UTC+8) |

| Guangdong                      | 3 – 4               | Liverpool                                   |
| ------------------------------ | ------------------- | ------------------------------------------- |
| Steer 45' Lin 89' Hongbo 90+1' | (1 – 2) Jegyzőkönyv | Poulsen 19' N'Gog 22' Coady 72' Carroll 85' |

| Tianhe Stadion, Kanton (Kína) |

| 2011. július 16. 17:45 (UTC+8) |

| Malajzia XI                 | 3 – 6               | Liverpool                                                       |
| --------------------------- | ------------------- | --------------------------------------------------------------- |
| Rahim 39' Mohd Sali 79' 80' | (1 – 2) Jegyzőkönyv | Adam 27' (11-esből) N'Gog 68' 69' Rodríguez 76' 90' Kuijt 90+4' |

| Bukit Jalil Nemzeti Stadion, Kuala Lumpur (Malajzia) |

| 2011. július 23. 15:00 (WEST) |

| Hull City                       | 3 – 0               | Liverpool |
| ------------------------------- | ------------------- | --------- |
| Brady 21' Koren 34' Simpson 58' | (2 – 0) Jegyzőkönyv |           |

| KC Stadion, Kingston upon Hull (Anglia) Nézőszám: 20 924 Játékvezető: Graham Salisbury |

| 2011. július 28. 21:00 (EEST) |

| Galatasaray               | 3 – 0               | Liverpool |
| ------------------------- | ------------------- | --------- |
| Baroš 8' 40' Elmander 83' | (2 – 0) Jegyzőkönyv |           |

| Ali Sami Yen Stadion, Isztambul (Törökország) |

| 2011. augusztus 1. 19:00 (CEST) |

| Vålerenga                                    | 3 – 3               | Liverpool                 |
| -------------------------------------------- | ------------------- | ------------------------- |
| Strand 13' Ogude 19' (11-esből) Fellah 90+3' | (2 – 1) Jegyzőkönyv | Carroll 43' Agger 83' 88' |

| Ullevaal Stadion, Oslo (Norvégia) |

| 2011. augusztus 6. 17:30 (WEST) |

| Liverpool                | 2 – 0               | Valencia |
| ------------------------ | ------------------- | -------- |
| Carroll 7' Kirjákosz 90' | (1 – 0) Jegyzőkönyv |          |

| Anfield, Liverpool (Anglia) Játékvezető: Martin Atkinson |

| 2011. október 18. 19:30 (WEST) |

| Rangers       | 1 – 0               | Liverpool |
| ------------- | ------------------- | --------- |
| McCulloch 20' | (1 – 0) Jegyzőkönyv |           |

| Ibrox Stadion, Glasgow (Skócia) |

| 2011. október 18. 19:30 (WEST) |

| Rangers       | 1 – 0               | Liverpool |
| ------------- | ------------------- | --------- |
| McCulloch 20' | (1 – 0) Jegyzőkönyv |           |

| Ibrox Stadion, Glasgow (Skócia) |

### Premier League
| 2011. augusztus 13. 15:00 (WEST) |

| Liverpool  | 1 – 1               | Sunderland  |
| ---------- | ------------------- | ----------- |
| Suárez 12' | (1 – 0) Jegyzőkönyv | Larsson 57' |

| Anfield, Liverpool (Anglia) Nézőszám: 45 018 Játékvezető: Phil Dowd |

| 2011. augusztus 20. 12:45 (WEST) |

| Arsenal          | 0 – 2               | Liverpool             |
| ---------------- | ------------------- | --------------------- |
| Frimpong 8′, 70′ | (0 – 0) Jegyzőkönyv | Ramsey 78' Suárez 90' |

| Emirates Stadion, London (Anglia) Nézőszám: 60 090 Játékvezető: Martin Atkinson |

| 2011. augusztus 27. 17:30 (WEST) |

| Liverpool                         | 3 – 1               | Bolton Wanderers |
| --------------------------------- | ------------------- | ---------------- |
| Henderson 15' Škrtel 52' Adam 53' | (1 – 0) Jegyzőkönyv | Klasnić 90+2'    |

| Anfield, Liverpool (Anglia) Nézőszám: 44 725 Játékvezető: Lee Probert |

| 2011. augusztus 13. 15:00 (WEST) |

| Liverpool  | 1 – 1               | Sunderland  |
| ---------- | ------------------- | ----------- |
| Suárez 12' | (1 – 0) Jegyzőkönyv | Larsson 57' |

| Anfield, Liverpool (Anglia) Nézőszám: 45 018 Játékvezető: Phil Dowd |

| 2011. augusztus 20. 12:45 (WEST) |

| Arsenal          | 0 – 2               | Liverpool             |
| ---------------- | ------------------- | --------------------- |
| Frimpong 8′, 70′ | (0 – 0) Jegyzőkönyv | Ramsey 78' Suárez 90' |

| Emirates Stadion, London (Anglia) Nézőszám: 60 090 Játékvezető: Martin Atkinson |

| 2011. augusztus 27. 17:30 (WEST) |

| Liverpool                         | 3 – 1               | Bolton Wanderers |
| --------------------------------- | ------------------- | ---------------- |
| Henderson 15' Škrtel 52' Adam 53' | (1 – 0) Jegyzőkönyv | Klasnić 90+2'    |

| Anfield, Liverpool (Anglia) Nézőszám: 44 725 Játékvezető: Lee Probert |

| 2011. szeptember 10. 15:00 (WEST) |

| Stoke City             | 1 – 0               | Liverpool |
| ---------------------- | ------------------- | --------- |
| Walters 21' (11-esből) | (1 – 0) Jegyzőkönyv |           |

| Britannia Stadion, Stoke-upon-Trent (Anglia) Nézőszám: 27 592 Játékvezető: Mark Clattenburg |

| 2011. szeptember 18. 13:30 (WEST) |

| Tottenham Hotspur                      | 4 – 0               | Liverpool |
| -------------------------------------- | ------------------- | --------- |
| Modrić 7' Defoe 66' Adebayor 68' 90+3' | (1 – 0) Jegyzőkönyv |           |

| White Hart Lane, London (Anglia) Nézőszám: 36 129 Játékvezető: Mike Jones |

| 2011. szeptember 24. 15:00 (WEST) |

| Liverpool              | 2 – 1               | W'hampton Wanderers |
| ---------------------- | ------------------- | ------------------- |
| Johnson 11' Suárez 38' | (2 – 0) Jegyzőkönyv | Fletcher 49'        |

| Anfield, Liverpool (Anglia) Nézőszám: 44 922 Játékvezető: Kevin Friend |

| 2011. szeptember 10. 15:00 (WEST) |

| Stoke City             | 1 – 0               | Liverpool |
| ---------------------- | ------------------- | --------- |
| Walters 21' (11-esből) | (1 – 0) Jegyzőkönyv |           |

| Britannia Stadion, Stoke-upon-Trent (Anglia) Nézőszám: 27 592 Játékvezető: Mark Clattenburg |

| 2011. szeptember 18. 13:30 (WEST) |

| Tottenham Hotspur                      | 4 – 0               | Liverpool |
| -------------------------------------- | ------------------- | --------- |
| Modrić 7' Defoe 66' Adebayor 68' 90+3' | (1 – 0) Jegyzőkönyv |           |

| White Hart Lane, London (Anglia) Nézőszám: 36 129 Játékvezető: Mike Jones |

| 2011. szeptember 24. 15:00 (WEST) |

| Liverpool              | 2 – 1               | W'hampton Wanderers |
| ---------------------- | ------------------- | ------------------- |
| Johnson 11' Suárez 38' | (2 – 0) Jegyzőkönyv | Fletcher 49'        |

| Anfield, Liverpool (Anglia) Nézőszám: 44 922 Játékvezető: Kevin Friend |

| 2011. október 1. 12:45 (WEST) |

| Everton     | 0 – 2               | Liverpool              |
| ----------- | ------------------- | ---------------------- |
| Rodwell 23′ | (0 – 0) Jegyzőkönyv | Carroll 71' Suárez 82' |

| Goodison Park, Liverpool (Anglia) Nézőszám: 39 510 Játékvezető: Martin Atkinson |

| 2011. október 15. 12:45 (WEST) |

| Liverpool   | 1 – 1               | Manchester United |
| ----------- | ------------------- | ----------------- |
| Gerrard 68' | (0 – 0) Jegyzőkönyv | Hernández 81'     |

| Anfield, Liverpool (Anglia) Nézőszám: 45 065 Játékvezető: Andre Marriner |

| 2011. október 22. 17:30 (WEST) |

| Liverpool     | 1 – 1               | Norwich City |
| ------------- | ------------------- | ------------ |
| Bellamy 45+1' | (1 – 0) Jegyzőkönyv | Holt 60'     |

| Anfield, Liverpool (Anglia) Nézőszám: 44 931 Játékvezető: Peter Walton |

| 2011. október 29. 17:30 (WEST) |

| West Bromwich Albion | 0 – 2               | Liverpool                        |
| -------------------- | ------------------- | -------------------------------- |
|                      | (0 – 2) Jegyzőkönyv | Adam 9' (11-esből) Carroll 45+1' |

| The Hawthorns, West Bromwich (Anglia) Nézőszám: 25 522 Játékvezető: Lee Mason |

| 2011. október 1. 12:45 (WEST) |

| Everton     | 0 – 2               | Liverpool              |
| ----------- | ------------------- | ---------------------- |
| Rodwell 23′ | (0 – 0) Jegyzőkönyv | Carroll 71' Suárez 82' |

| Goodison Park, Liverpool (Anglia) Nézőszám: 39 510 Játékvezető: Martin Atkinson |

| 2011. október 15. 12:45 (WEST) |

| Liverpool   | 1 – 1               | Manchester United |
| ----------- | ------------------- | ----------------- |
| Gerrard 68' | (0 – 0) Jegyzőkönyv | Hernández 81'     |

| Anfield, Liverpool (Anglia) Nézőszám: 45 065 Játékvezető: Andre Marriner |

| 2011. október 22. 17:30 (WEST) |

| Liverpool     | 1 – 1               | Norwich City |
| ------------- | ------------------- | ------------ |
| Bellamy 45+1' | (1 – 0) Jegyzőkönyv | Holt 60'     |

| Anfield, Liverpool (Anglia) Nézőszám: 44 931 Játékvezető: Peter Walton |

| 2011. október 29. 17:30 (WEST) |

| West Bromwich Albion | 0 – 2               | Liverpool                        |
| -------------------- | ------------------- | -------------------------------- |
|                      | (0 – 2) Jegyzőkönyv | Adam 9' (11-esből) Carroll 45+1' |

| The Hawthorns, West Bromwich (Anglia) Nézőszám: 25 522 Játékvezető: Lee Mason |

| 2011. november 5. 15:00 (WET) |

| Liverpool | 0 – 0               | Swansea City |
| --------- | ------------------- | ------------ |
|           | (0 – 0) Jegyzőkönyv |              |

| Anfield, Liverpool (Anglia) Nézőszám: 45 013 Játékvezető: Phil Dowd |

| 2011. november 20. 16:00 (WET) |

| Chelsea       | 1 – 2               | Liverpool                 |
| ------------- | ------------------- | ------------------------- |
| Sturridge 55' | (0 – 1) Jegyzőkönyv | Rodríguez 33' Johnson 87' |

| Stamford Bridge, London (Anglia) Nézőszám: 41 820 Játékvezető: Lee Probert |

| 2011. november 27. 16:00 (WET) |

| Liverpool   | 1 – 1               | Manchester City |
| ----------- | ------------------- | --------------- |
| Lescott 33' | (1 – 1) Jegyzőkönyv | Kompany 31'     |

| Anfield, Liverpool (Anglia) Nézőszám: 45 071 Játékvezető: Martin Atkinson |

| 2011. november 5. 15:00 (WET) |

| Liverpool | 0 – 0               | Swansea City |
| --------- | ------------------- | ------------ |
|           | (0 – 0) Jegyzőkönyv |              |

| Anfield, Liverpool (Anglia) Nézőszám: 45 013 Játékvezető: Phil Dowd |

| 2011. november 20. 16:00 (WET) |

| Chelsea       | 1 – 2               | Liverpool                 |
| ------------- | ------------------- | ------------------------- |
| Sturridge 55' | (0 – 1) Jegyzőkönyv | Rodríguez 33' Johnson 87' |

| Stamford Bridge, London (Anglia) Nézőszám: 41 820 Játékvezető: Lee Probert |

| 2011. november 27. 16:00 (WET) |

| Liverpool   | 1 – 1               | Manchester City |
| ----------- | ------------------- | --------------- |
| Lescott 33' | (1 – 1) Jegyzőkönyv | Kompany 31'     |

| Anfield, Liverpool (Anglia) Nézőszám: 45 071 Játékvezető: Martin Atkinson |

| 2011. december 5. 20:00 (WET) |

| Fulham      | 1 – 0               | Liverpool |
| ----------- | ------------------- | --------- |
| Dempsey 85' | (0 – 0) Jegyzőkönyv |           |

| Craven Cottage, London (Anglia) Nézőszám: 25 688 Játékvezető: Kevin Friend |

| 2011. december 10. 15:00 (WET) |

| Liverpool  | 1 – 0               | Queens Park Rangers |
| ---------- | ------------------- | ------------------- |
| Suárez 47' | (0 – 0) Jegyzőkönyv |                     |

| Anfield, Liverpool (Anglia) Nézőszám: 45 016 Játékvezető: Lee Mason |

| 2011. december 18. 14:05 (WET) |

| Aston Villa | 0 – 2               | Liverpool              |
| ----------- | ------------------- | ---------------------- |
|             | (0 – 2) Jegyzőkönyv | Bellamy 11' Škrtel 15' |

| Villa Park, Birmingham (Anglia) Nézőszám: 37 460 Játékvezető: Peter Walton |

| 2011. december 21. 20:00 (WET) |

| Wigan Athletic | 0 – 0               | Liverpool |
| -------------- | ------------------- | --------- |
|                | (0 – 0) Jegyzőkönyv |           |

| DW Stadion, Wigan (Anglia) Nézőszám: 19 230 Játékvezető: Michael Oliver |

| 2011. december 26. 15:00 (WET) |

| Liverpool     | 1 – 1               | Blackburn Rovers |
| ------------- | ------------------- | ---------------- |
| Rodríguez 53' | (0 – 1) Jegyzőkönyv | Adam 45'         |

| Anfield, Liverpool (Anglia) Nézőszám: 44 441 Játékvezető: Mike Jones |

| 2011. december 30. 19:45 (WET) |

| Liverpool                   | 3 – 1               | Newcastle United |
| --------------------------- | ------------------- | ---------------- |
| Bellamy 29' 67' Gerrard 78' | (1 – 1) Jegyzőkönyv | Agger 25'        |

| Anfield, Liverpool (Anglia) Nézőszám: 44 372 Játékvezető: Lee Probert |

| 2011. december 5. 20:00 (WET) |

| Fulham      | 1 – 0               | Liverpool |
| ----------- | ------------------- | --------- |
| Dempsey 85' | (0 – 0) Jegyzőkönyv |           |

| Craven Cottage, London (Anglia) Nézőszám: 25 688 Játékvezető: Kevin Friend |

| 2011. december 10. 15:00 (WET) |

| Liverpool  | 1 – 0               | Queens Park Rangers |
| ---------- | ------------------- | ------------------- |
| Suárez 47' | (0 – 0) Jegyzőkönyv |                     |

| Anfield, Liverpool (Anglia) Nézőszám: 45 016 Játékvezető: Lee Mason |

| 2011. december 18. 14:05 (WET) |

| Aston Villa | 0 – 2               | Liverpool              |
| ----------- | ------------------- | ---------------------- |
|             | (0 – 2) Jegyzőkönyv | Bellamy 11' Škrtel 15' |

| Villa Park, Birmingham (Anglia) Nézőszám: 37 460 Játékvezető: Peter Walton |

| 2011. december 21. 20:00 (WET) |

| Wigan Athletic | 0 – 0               | Liverpool |
| -------------- | ------------------- | --------- |
|                | (0 – 0) Jegyzőkönyv |           |

| DW Stadion, Wigan (Anglia) Nézőszám: 19 230 Játékvezető: Michael Oliver |

| 2011. december 26. 15:00 (WET) |

| Liverpool     | 1 – 1               | Blackburn Rovers |
| ------------- | ------------------- | ---------------- |
| Rodríguez 53' | (0 – 1) Jegyzőkönyv | Adam 45'         |

| Anfield, Liverpool (Anglia) Nézőszám: 44 441 Játékvezető: Mike Jones |

| 2011. december 30. 19:45 (WET) |

| Liverpool                   | 3 – 1               | Newcastle United |
| --------------------------- | ------------------- | ---------------- |
| Bellamy 29' 67' Gerrard 78' | (1 – 1) Jegyzőkönyv | Agger 25'        |

| Anfield, Liverpool (Anglia) Nézőszám: 44 372 Játékvezető: Lee Probert |

| 2012. január 3. 20:00 (WET) |

| Manchester City                               | 3 – 0               | Liverpool |
| --------------------------------------------- | ------------------- | --------- |
| Agüero 10' Y. Touré 33' Milner 75' (11-esből) | (2 – 0) Jegyzőkönyv |           |

| City of Manchester Stadion, Manchester (Anglia) Nézőszám: 47 131 Játékvezető: Mike Jones |

| 2012. január 14. 15:00 (WET) |

| Liverpool | 0 – 0               | Stoke City |
| --------- | ------------------- | ---------- |
|           | (0 – 0) Jegyzőkönyv |            |

| Anfield, Liverpool (Anglia) Nézőszám: 44 691 Játékvezető: Howard Webb |

| 2012. január 21. 17:30 (WET) |

| Bolton Wanderers                      | 3 – 1               | Liverpool   |
| ------------------------------------- | ------------------- | ----------- |
| Davies 4' Reo-Coker 29' Steinsson 50' | (2 – 1) Jegyzőkönyv | Bellamy 37' |

| Reebok Stadion, Bolton (Anglia) Nézőszám: 26 854 Játékvezető: Kevin Friend |

| 2012. január 31. 19:45 (WET) |

| W'hampton Wanderers | 0 – 3               | Liverpool                         |
| ------------------- | ------------------- | --------------------------------- |
|                     | (0 – 0) Jegyzőkönyv | Carroll 52' Bellamy 61' Kuijt 78' |

| Molineux Stadion, Wolverhampton (Anglia) Nézőszám: 27 447 Játékvezető: Anthony Taylor |

| 2012. január 3. 20:00 (WET) |

| Manchester City                               | 3 – 0               | Liverpool |
| --------------------------------------------- | ------------------- | --------- |
| Agüero 10' Y. Touré 33' Milner 75' (11-esből) | (2 – 0) Jegyzőkönyv |           |

| City of Manchester Stadion, Manchester (Anglia) Nézőszám: 47 131 Játékvezető: Mike Jones |

| 2012. január 14. 15:00 (WET) |

| Liverpool | 0 – 0               | Stoke City |
| --------- | ------------------- | ---------- |
|           | (0 – 0) Jegyzőkönyv |            |

| Anfield, Liverpool (Anglia) Nézőszám: 44 691 Játékvezető: Howard Webb |

| 2012. január 21. 17:30 (WET) |

| Bolton Wanderers                      | 3 – 1               | Liverpool   |
| ------------------------------------- | ------------------- | ----------- |
| Davies 4' Reo-Coker 29' Steinsson 50' | (2 – 1) Jegyzőkönyv | Bellamy 37' |

| Reebok Stadion, Bolton (Anglia) Nézőszám: 26 854 Játékvezető: Kevin Friend |

| 2012. január 31. 19:45 (WET) |

| W'hampton Wanderers | 0 – 3               | Liverpool                         |
| ------------------- | ------------------- | --------------------------------- |
|                     | (0 – 0) Jegyzőkönyv | Carroll 52' Bellamy 61' Kuijt 78' |

| Molineux Stadion, Wolverhampton (Anglia) Nézőszám: 27 447 Játékvezető: Anthony Taylor |

| 2012. február 6. 20:00 (WET) |

| Liverpool | 0 – 0               | Tottenham Hotspur |
| --------- | ------------------- | ----------------- |
|           | (0 – 0) Jegyzőkönyv |                   |

| Anfield, Liverpool (Anglia) Nézőszám: 44 461 Játékvezető: Michael Oliver |

| 2012. február 11. 12:45 (WET) |

| Manchester United | 2 – 1               | Liverpool  |
| ----------------- | ------------------- | ---------- |
| Rooney 47' 50'    | (0 – 0) Jegyzőkönyv | Suárez 80' |

| Old Trafford, Manchester (Anglia) Nézőszám: 74 844 Játékvezető: Phil Dowd |

| 2012. február 6. 20:00 (WET) |

| Liverpool | 0 – 0               | Tottenham Hotspur |
| --------- | ------------------- | ----------------- |
|           | (0 – 0) Jegyzőkönyv |                   |

| Anfield, Liverpool (Anglia) Nézőszám: 44 461 Játékvezető: Michael Oliver |

| 2012. február 11. 12:45 (WET) |

| Manchester United | 2 – 1               | Liverpool  |
| ----------------- | ------------------- | ---------- |
| Rooney 47' 50'    | (0 – 0) Jegyzőkönyv | Suárez 80' |

| Old Trafford, Manchester (Anglia) Nézőszám: 74 844 Játékvezető: Phil Dowd |

| 2012. március 3. 12:45 (WET) |

| Liverpool     | 1 – 2               | Arsenal              |
| ------------- | ------------------- | -------------------- |
| Koscielny 23' | (1 – 1) Jegyzőkönyv | van Persie 31' 90+2' |

| Anfield, Liverpool (Anglia) Nézőszám: 44 922 Játékvezető: Mark Halsey |

| 2012. március 10. 15:00 (WET) |

| Sunderland   | 1 – 0               | Liverpool |
| ------------ | ------------------- | --------- |
| Bendtner 56' | (0 – 0) Jegyzőkönyv |           |

| Stadium of Light, Sunderland (Anglia) Nézőszám: 41 661 Játékvezető: Anthony Taylor |

| 2012. március 13. 20:00 (WET) |

| Liverpool             | 3 – 0               | Everton |
| --------------------- | ------------------- | ------- |
| Gerrard 34' 51' 90+3' | (1 – 0) Jegyzőkönyv |         |

| Anfield, Liverpool (Anglia) Nézőszám: 44 921 Játékvezető: Phil Dowd |

| 2012. március 21. 20:00 (WET) |

| Queens Park Rangers              | 3 – 2               | Liverpool            |
| -------------------------------- | ------------------- | -------------------- |
| Derry 77' Cissé 86' Mackie 90+1' | (0 – 0) Jegyzőkönyv | Coates 54' Kuijt 72' |

| Loftus Road, London (Anglia) Nézőszám: 18 033 Játékvezető: Howard Webb |

| 2012. március 24. 15:00 (WET) |

| Liverpool  | 1 – 2               | Wigan Athletic                      |
| ---------- | ------------------- | ----------------------------------- |
| Suárez 47' | (0 – 1) Jegyzőkönyv | Maloney 30' (11-esből) Caldwell 63' |

| Anfield, Liverpool (Anglia) Nézőszám: 44 431 Játékvezető: Lee Mason |

| 2012. március 3. 12:45 (WET) |

| Liverpool     | 1 – 2               | Arsenal              |
| ------------- | ------------------- | -------------------- |
| Koscielny 23' | (1 – 1) Jegyzőkönyv | van Persie 31' 90+2' |

| Anfield, Liverpool (Anglia) Nézőszám: 44 922 Játékvezető: Mark Halsey |

| 2012. március 10. 15:00 (WET) |

| Sunderland   | 1 – 0               | Liverpool |
| ------------ | ------------------- | --------- |
| Bendtner 56' | (0 – 0) Jegyzőkönyv |           |

| Stadium of Light, Sunderland (Anglia) Nézőszám: 41 661 Játékvezető: Anthony Taylor |

| 2012. március 13. 20:00 (WET) |

| Liverpool             | 3 – 0               | Everton |
| --------------------- | ------------------- | ------- |
| Gerrard 34' 51' 90+3' | (1 – 0) Jegyzőkönyv |         |

| Anfield, Liverpool (Anglia) Nézőszám: 44 921 Játékvezető: Phil Dowd |

| 2012. március 21. 20:00 (WET) |

| Queens Park Rangers              | 3 – 2               | Liverpool            |
| -------------------------------- | ------------------- | -------------------- |
| Derry 77' Cissé 86' Mackie 90+1' | (0 – 0) Jegyzőkönyv | Coates 54' Kuijt 72' |

| Loftus Road, London (Anglia) Nézőszám: 18 033 Játékvezető: Howard Webb |

| 2012. március 24. 15:00 (WET) |

| Liverpool  | 1 – 2               | Wigan Athletic                      |
| ---------- | ------------------- | ----------------------------------- |
| Suárez 47' | (0 – 1) Jegyzőkönyv | Maloney 30' (11-esből) Caldwell 63' |

| Anfield, Liverpool (Anglia) Nézőszám: 44 431 Játékvezető: Lee Mason |

| 2012. április 1. 13:30 (WEST) |

| Newcastle United | 2 – 0               | Liverpool |
| ---------------- | ------------------- | --------- |
| Cissé 19' 59'    | (1 – 0) Jegyzőkönyv |           |

| St James’ Park, Newcastle-upon-Tyne (Anglia) Nézőszám: 52 363 Játékvezető: Martin Atkinson |

| 2012. április 7. 15:00 (WEST) |

| Liverpool  | 1 – 1               | Aston Villa |
| ---------- | ------------------- | ----------- |
| Suárez 82' | (0 – 1) Jegyzőkönyv | Herd 10'    |

| Anfield, Liverpool (Anglia) Nézőszám: 44 321 Játékvezető: Michael Oliver |

| 2012. április 10. 20:00 (WEST) |

| Blackburn Rovers          | 2 – 3               | Liverpool                       |
| ------------------------- | ------------------- | ------------------------------- |
| Yakubu 36' 61' (11-esből) | (1 – 2) Jegyzőkönyv | Rodríguez 13' 16' Carroll 90+1' |

| Ewood Park, Blackburn (Anglia) Nézőszám: 23 571 Játékvezető: Anthony Taylor |

| 2012. április 22. 16:00 (WEST) |

| Liverpool | 0 – 1               | West Bromwich Albion |
| --------- | ------------------- | -------------------- |
|           | (0 – 0) Jegyzőkönyv | Odemwingie 75'       |

| Anfield, Liverpool (Anglia) Nézőszám: 43 660 Játékvezető: Neil Swarbrick |

| 2012. április 28. 17:30 (WEST) |

| Norwich City | 0 – 3               | Liverpool          |
| ------------ | ------------------- | ------------------ |
|              | (0 – 2) Jegyzőkönyv | Suárez 24' 28' 82' |

| Carrow Road, Norwich (Anglia) Nézőszám: 26 819 Játékvezető: Mark Halsey |

| 2012. április 1. 13:30 (WEST) |

| Newcastle United | 2 – 0               | Liverpool |
| ---------------- | ------------------- | --------- |
| Cissé 19' 59'    | (1 – 0) Jegyzőkönyv |           |

| St James’ Park, Newcastle-upon-Tyne (Anglia) Nézőszám: 52 363 Játékvezető: Martin Atkinson |

| 2012. április 7. 15:00 (WEST) |

| Liverpool  | 1 – 1               | Aston Villa |
| ---------- | ------------------- | ----------- |
| Suárez 82' | (0 – 1) Jegyzőkönyv | Herd 10'    |

| Anfield, Liverpool (Anglia) Nézőszám: 44 321 Játékvezető: Michael Oliver |

| 2012. április 10. 20:00 (WEST) |

| Blackburn Rovers          | 2 – 3               | Liverpool                       |
| ------------------------- | ------------------- | ------------------------------- |
| Yakubu 36' 61' (11-esből) | (1 – 2) Jegyzőkönyv | Rodríguez 13' 16' Carroll 90+1' |

| Ewood Park, Blackburn (Anglia) Nézőszám: 23 571 Játékvezető: Anthony Taylor |

| 2012. április 22. 16:00 (WEST) |

| Liverpool | 0 – 1               | West Bromwich Albion |
| --------- | ------------------- | -------------------- |
|           | (0 – 0) Jegyzőkönyv | Odemwingie 75'       |

| Anfield, Liverpool (Anglia) Nézőszám: 43 660 Játékvezető: Neil Swarbrick |

| 2012. április 28. 17:30 (WEST) |

| Norwich City | 0 – 3               | Liverpool          |
| ------------ | ------------------- | ------------------ |
|              | (0 – 2) Jegyzőkönyv | Suárez 24' 28' 82' |

| Carrow Road, Norwich (Anglia) Nézőszám: 26 819 Játékvezető: Mark Halsey |

| 2012. május 1. 19:45 (WEST) |

| Liverpool | 0 – 1               | Fulham    |
| --------- | ------------------- | --------- |
|           | (0 – 1) Jegyzőkönyv | Škrtel 5' |

| Anfield, Liverpool (Anglia) Nézőszám: 40 106 Játékvezető: Lee Probert |

| 2012. május 8. 20:00 (WEST) |

| Liverpool                                      | 4 – 1               | Chelsea     |
| ---------------------------------------------- | ------------------- | ----------- |
| Essien 19' Henderson 25' Agger 28' Shelvey 61' | (3 – 0) Jegyzőkönyv | Ramires 50' |

| Anfield, Liverpool (Anglia) Nézőszám: 40 721 Játékvezető: Kevin Friend |

| 2012. május 13. 15:00 (WEST) |

| Swansea City | 1 – 0               | Liverpool |
| ------------ | ------------------- | --------- |
| Graham 86'   | (0 – 0) Jegyzőkönyv |           |

| Liberty Stadion, Swansea (Wales) Nézőszám: 20 605 Játékvezető: Mark Halsey |

| 2012. május 1. 19:45 (WEST) |

| Liverpool | 0 – 1               | Fulham    |
| --------- | ------------------- | --------- |
|           | (0 – 1) Jegyzőkönyv | Škrtel 5' |

| Anfield, Liverpool (Anglia) Nézőszám: 40 106 Játékvezető: Lee Probert |

| 2012. május 8. 20:00 (WEST) |

| Liverpool                                      | 4 – 1               | Chelsea     |
| ---------------------------------------------- | ------------------- | ----------- |
| Essien 19' Henderson 25' Agger 28' Shelvey 61' | (3 – 0) Jegyzőkönyv | Ramires 50' |

| Anfield, Liverpool (Anglia) Nézőszám: 40 721 Játékvezető: Kevin Friend |

| 2012. május 13. 15:00 (WEST) |

| Swansea City | 1 – 0               | Liverpool |
| ------------ | ------------------- | --------- |
| Graham 86'   | (0 – 0) Jegyzőkönyv |           |

| Liberty Stadion, Swansea (Wales) Nézőszám: 20 605 Játékvezető: Mark Halsey |

### FA-kupa
| 2012. január 6. 20:00 (WET) |

| Liverpool                                                                | 5 – 1               | Oldham Athletic |
| ------------------------------------------------------------------------ | ------------------- | --------------- |
| Bellamy 30' Gerrard 45' (11-esből) Shelvey 68' Carroll 89' Downing 90+5' | (2 – 1) Jegyzőkönyv | Simpson 28'     |

| Anfield, Liverpool (Anglia) Nézőszám: 44 556 Játékvezető: Neil Swarbrick |

| 2012. január 6. 20:00 (WET) |

| Liverpool                                                                | 5 – 1               | Oldham Athletic |
| ------------------------------------------------------------------------ | ------------------- | --------------- |
| Bellamy 30' Gerrard 45' (11-esből) Shelvey 68' Carroll 89' Downing 90+5' | (2 – 1) Jegyzőkönyv | Simpson 28'     |

| Anfield, Liverpool (Anglia) Nézőszám: 44 556 Játékvezető: Neil Swarbrick |

| 2012. január 28. 12:45 (WET) |

| Liverpool           | 2 – 1               | Manchester United |
| ------------------- | ------------------- | ----------------- |
| Agger 21' Kuijt 88' | (1 – 1) Jegyzőkönyv | Pak 39'           |

| Anfield, Liverpool (Anglia) Nézőszám: 43 952 Játékvezető: Mark Halsey |

| 2012. január 28. 12:45 (WET) |

| Liverpool           | 2 – 1               | Manchester United |
| ------------------- | ------------------- | ----------------- |
| Agger 21' Kuijt 88' | (1 – 1) Jegyzőkönyv | Pak 39'           |

| Anfield, Liverpool (Anglia) Nézőszám: 43 952 Játékvezető: Mark Halsey |

| 2012. február 19. 16:30 (WET) |

| Liverpool                                                  | 6 – 1               | Brighton & Hove Albion |
| ---------------------------------------------------------- | ------------------- | ---------------------- |
| Škrtel 5' Bridcutt 44' 71' Carroll 57' Dunk 74' Suárez 84' | (2 – 1) Jegyzőkönyv | LuaLua 17'             |

| Anfield, Liverpool (Anglia) Nézőszám: 43 940 Játékvezető: Andre Marriner |

| 2012. február 19. 16:30 (WET) |

| Liverpool                                                  | 6 – 1               | Brighton & Hove Albion |
| ---------------------------------------------------------- | ------------------- | ---------------------- |
| Škrtel 5' Bridcutt 44' 71' Carroll 57' Dunk 74' Suárez 84' | (2 – 1) Jegyzőkönyv | LuaLua 17'             |

| Anfield, Liverpool (Anglia) Nézőszám: 43 940 Játékvezető: Andre Marriner |

| 2012. március 18. 16:00 (WET) |

| Liverpool              | 2 – 1               | Stoke City |
| ---------------------- | ------------------- | ---------- |
| Suárez 23' Downing 57' | (1 – 1) Jegyzőkönyv | Crouch 27' |

| Anfield, Liverpool (Anglia) Nézőszám: 43 962 Játékvezető: Kevin Friend |

| 2012. március 18. 16:00 (WET) |

| Liverpool              | 2 – 1               | Stoke City |
| ---------------------- | ------------------- | ---------- |
| Suárez 23' Downing 57' | (1 – 1) Jegyzőkönyv | Crouch 27' |

| Anfield, Liverpool (Anglia) Nézőszám: 43 962 Játékvezető: Kevin Friend |

| 2012. április 14. 12:30 (WEST) |

| Liverpool              | 2 – 1               | Everton     |
| ---------------------- | ------------------- | ----------- |
| Suárez 62' Carroll 87' | (0 – 1) Jegyzőkönyv | Jelavić 23' |

| Wembley Stadion, London (Anglia) Nézőszám: 87 231 Játékvezető: Howard Webb |

| 2012. április 14. 12:30 (WEST) |

| Liverpool              | 2 – 1               | Everton     |
| ---------------------- | ------------------- | ----------- |
| Suárez 62' Carroll 87' | (0 – 1) Jegyzőkönyv | Jelavić 23' |

| Wembley Stadion, London (Anglia) Nézőszám: 87 231 Játékvezető: Howard Webb |

| 2012. május 5. 17:15 (WEST) |

| Liverpool   | 1 – 2               | Chelsea                |
| ----------- | ------------------- | ---------------------- |
| Carroll 64' | (0 – 1) Jegyzőkönyv | Ramires 11' Drogba 52' |

| Wembley Stadion, London (Anglia) Nézőszám: 89 102 Játékvezető: Phil Dowd |

| 2012. május 5. 17:15 (WEST) |

| Liverpool   | 1 – 2               | Chelsea                |
| ----------- | ------------------- | ---------------------- |
| Carroll 64' | (0 – 1) Jegyzőkönyv | Ramires 11' Drogba 52' |

| Wembley Stadion, London (Anglia) Nézőszám: 89 102 Játékvezető: Phil Dowd |

### Ligakupa
| 2011. augusztus 24. 19:45 (WEST) |

| Exeter City              | 1 – 3               | Liverpool                            |
| ------------------------ | ------------------- | ------------------------------------ |
| Nardiello 80' (11-esből) | (0 – 1) Jegyzőkönyv | Suárez 23' Rodríguez 55' Carroll 58' |

| St James Park, Exeter Nézőszám: 8 290 Játékvezető: Anthony Bates |

| 2011. augusztus 24. 19:45 (WEST) |

| Exeter City              | 1 – 3               | Liverpool                            |
| ------------------------ | ------------------- | ------------------------------------ |
| Nardiello 80' (11-esből) | (0 – 1) Jegyzőkönyv | Suárez 23' Rodríguez 55' Carroll 58' |

| St James Park, Exeter Nézőszám: 8 290 Játékvezető: Anthony Bates |

| 2011. szeptember 21. 19:45 (WEST) |

| Brighton & Hove Albion | 1 – 2               | Liverpool            |
| ---------------------- | ------------------- | -------------------- |
| Barnes 90' (11-esből)  | (0 – 1) Jegyzőkönyv | Bellamy 7' Kuijt 81' |

| Falmer Stadion, Brighton (Anglia) Nézőszám: 21 897 Játékvezető: Michael Oliver |

| 2011. szeptember 21. 19:45 (WEST) |

| Brighton & Hove Albion | 1 – 2               | Liverpool            |
| ---------------------- | ------------------- | -------------------- |
| Barnes 90' (11-esből)  | (0 – 1) Jegyzőkönyv | Bellamy 7' Kuijt 81' |

| Falmer Stadion, Brighton (Anglia) Nézőszám: 21 897 Játékvezető: Michael Oliver |

| 2011. október 26. 19:45 (WEST) |

| Stoke City | 1 – 2               | Liverpool      |
| ---------- | ------------------- | -------------- |
| Jones 44'  | (1 – 0) Jegyzőkönyv | Suárez 54' 85' |

| Britannia Stadion, Stoke-on-Trent (Anglia) Nézőszám: 24 934 Játékvezető: Lee Probert |

| 2011. október 26. 19:45 (WEST) |

| Stoke City | 1 – 2               | Liverpool      |
| ---------- | ------------------- | -------------- |
| Jones 44'  | (1 – 0) Jegyzőkönyv | Suárez 54' 85' |

| Britannia Stadion, Stoke-on-Trent (Anglia) Nézőszám: 24 934 Játékvezető: Lee Probert |

| 2011. november 29. 19:45 (WET) |

| Chelsea | 0 – 2               | Liverpool               |
| ------- | ------------------- | ----------------------- |
|         | (0 – 0) Jegyzőkönyv | Rodríguez 58' Kelly 63' |

| Stamford Bridge, London (Anglia) Nézőszám: 40 511 Játékvezető: Phil Dowd |

| 2011. november 29. 19:45 (WET) |

| Chelsea | 0 – 2               | Liverpool               |
| ------- | ------------------- | ----------------------- |
|         | (0 – 0) Jegyzőkönyv | Rodríguez 58' Kelly 63' |

| Stamford Bridge, London (Anglia) Nézőszám: 40 511 Játékvezető: Phil Dowd |

| 2012. január 11. 19:45 (WET) |

| Manchester City | 0 – 1               | Liverpool              |
| --------------- | ------------------- | ---------------------- |
|                 | (0 – 1) Jegyzőkönyv | Gerrard 13' (11-esből) |

| City of Manchester Stadion, Manchester (Anglia) Játékvezető: Lee Mason |

| 2012. január 25. 19:45 (WET) |

| Liverpool                          | 2 – 2               | Manchester City       |
| ---------------------------------- | ------------------- | --------------------- |
| Gerrard 40' (11-esből) Bellamy 74' | (1 – 1) Jegyzőkönyv | de Jong 31' Džeko 69' |

| Anfield, Liverpool (Anglia) Nézőszám: 44 590 Játékvezető: Phil Dowd |

| 2012. január 11. 19:45 (WET) |

| Manchester City | 0 – 1               | Liverpool              |
| --------------- | ------------------- | ---------------------- |
|                 | (0 – 1) Jegyzőkönyv | Gerrard 13' (11-esből) |

| City of Manchester Stadion, Manchester (Anglia) Játékvezető: Lee Mason |

| 2012. január 25. 19:45 (WET) |

| Liverpool                          | 2 – 2               | Manchester City       |
| ---------------------------------- | ------------------- | --------------------- |
| Gerrard 40' (11-esből) Bellamy 74' | (1 – 1) Jegyzőkönyv | de Jong 31' Džeko 69' |

| Anfield, Liverpool (Anglia) Nézőszám: 44 590 Játékvezető: Phil Dowd |

| 2012. február 26. 16:00 (WET) |

| Cardiff City                                | 2 – 2                                       | Liverpool                             |
| ------------------------------------------- | ------------------------------------------- | ------------------------------------- |
| Mason 19' Turner 118'                       | (1 – 0, 1 – 1, 1 – 1) Jegyzőkönyv Részletek | Škrtel 60' Kuijt 108'                 |
| Büntetőpárbaj                               |                                             |                                       |
| Miller Cowie Gestede Whittingham A. Gerrard | 2 – 3                                       | S. Gerrard Adam Kuijt Downing Johnson |

| Wembley Stadion, London (Anglia) Nézőszám: 89 041 Játékvezető: Mark Clattenburg |

| 2012. február 26. 16:00 (WET) |

| Cardiff City                                | 2 – 2                                       | Liverpool                             |
| ------------------------------------------- | ------------------------------------------- | ------------------------------------- |
| Mason 19' Turner 118'                       | (1 – 0, 1 – 1, 1 – 1) Jegyzőkönyv Részletek | Škrtel 60' Kuijt 108'                 |
| Büntetőpárbaj                               |                                             |                                       |
| Miller Cowie Gestede Whittingham A. Gerrard | 2 – 3                                       | S. Gerrard Adam Kuijt Downing Johnson |

| Wembley Stadion, London (Anglia) Nézőszám: 89 041 Játékvezető: Mark Clattenburg |

## Statisztikák
Utolsó elszámolt mérkőzés dátuma: 2012. május 13.

### Kiírások
| Kiírás         | Statisztikák | Statisztikák | Statisztikák | Statisztikák | Statisztikák | Statisztikák | Kezdő forduló | Végső forduló/ helyezés | Mérkőzések dátumai | Mérkőzések dátumai |
| Kiírás         | M            | GY           | D            | V            | LG–KG        | GK           | Kezdő forduló | Végső forduló/ helyezés | Első               | Utolsó             |
| -------------- | ------------ | ------------ | ------------ | ------------ | ------------ | ------------ | ------------- | ----------------------- | ------------------ | ------------------ |
| Premier League | 38           | 14           | 10           | 14           | 47–40        | +7           | —             | 8.                      | 2011.08.13.        | 2012.05.13.        |
| FA-kupa        | 6            | 5            | 0            | 1            | 18–7         | +11          | 3. kör        | döntős                  | 2012.01.06.        | 2012.05.05.        |
| Ligakupa       | 7            | 5            | 2            | 0            | 14–7         | +7           | 2. kör        | győztes                 | 2011.08.24.        | 2012.02.26.        |

### Bajnoki helyezések fordulónként
| Forduló  | 1.  | 2.  | 3.  | 4.  | 5.  | 6.  | 7.  | 8.  | 9.  | 10. | 11. | 12. | 13. | 14. | 15. | 16. | 17. | 18. | 19. |
| -------- | --- | --- | --- | --- | --- | --- | --- | --- | --- | --- | --- | --- | --- | --- | --- | --- | --- | --- | --- |
| Helyszín | O   | I   | O   | I   | I   | O   | I   | O   | O   | I   | O   | I   | O   | I   | O   | I   | I   | O   | O   |
| Eredmény | D   | GY  | GY  | V   | V   | GY  | GY  | D   | D   | GY  | D   | GY  | D   | V   | GY  | GY  | D   | D   | GY  |
| Helyezés | 5.  | 5.  | 3.  | 6.  | 8.  | 5.  | 5.  | 5.  | 6.  | 6.  | 6.  | 6.  | 6.  | 7.  | 6.  | 6.  | 6.  | 6.  | 6.  |
| Forduló  | 20. | 21. | 22. | 23. | 24. | 25. | 26. | 27. | 28. | 29. | 30. | 31. | 32. | 33. | 34. | 35. | 36. | 37. | 38. |
| Helyszín | I   | O   | I   | I   | O   | I   | O   | I   | O   | I   | O   | I   | O   | I   | O   | O   | I   | O   | I   |
| Eredmény | V   | D   | V   | GY  | D   | V   | V   | V   | GY  | V   | V   | V   | D   | GY  | V   | GY  | V   | GY  | V   |
| Helyezés | 6.  | 7.  | 7.  | 6.  | 7.  | 7.  | 7.  | 7.  | 7.  | 7.  | 7.  | 8.  | 8.  | 8.  | 8.  | 8.  | 8.  | 8.  | 8.  |

Magyarázat
- GY: győzelem, D: döntetlen, V: vereség

### Kezdő tizenegy
Csak a tétmérkőzések statisztikái alapján:
| #  | N.            | P. | Játékos           | Kezdő | Egyéb kezdőjátékosok                                 |
| -- | ------------- | -- | ----------------- | ----- | ---------------------------------------------------- |
| 25 | Spanyolország | K  | José Manuel Reina | 46    | Doni: 4 Brad Jones: 1                                |
| 3  | Spanyolország | V  | José Enrique      | 40    | Jack Robinson: 2 Fábio Aurélio: 2                    |
| 5  | Dánia         | V  | Daniel Agger      | 31    | Sebastián Coates: 8                                  |
| 37 | Szlovákia     | V  | Martin Škrtel     | 42    | Danny Wilson: 1                                      |
| 23 | Anglia        | V  | Jamie Carragher   | 27    | Jon Flanagan: 6                                      |
| 2  | Anglia        | V  | Glen Johnson      | 28    | Martin Kelly: 19                                     |
| 19 | Anglia        | KP | Stewart Downing   | 36    | Maxi Rodríguez: 17                                   |
| 26 | Skócia        | KP | Charlie Adam      | 31    | Jay Spearing: 24 Steven Gerrard: 21 Jonjo Shelvey: 9 |
| 14 | Anglia        | KP | Jordan Henderson  | 41    | Dirk Kuijt: 25 Lucas Leiva: 15                       |
| 7  | Uruguay       | CS | Luis Suárez       | 37    | Raul Meireles: 1                                     |
| 9  | Anglia        | CS | Andy Carroll      | 29    | Craig Bellamy: 18                                    |

### Pályára lépések
A szezon 51 tétmérkőzésén összesen 28 játékos lépett pályára a Liverpool színeiben.
| #  | Nemz.         | Poszt | Játékos           | PL | FA-kupa | Ligakupa | Összesen |
| -- | ------------- | ----- | ----------------- | -- | ------- | -------- | -------- |
| 14 | Anglia        | KP    | Jordan Henderson  | 37 | 5       | 6        | 48       |
| 9  | Anglia        | CS    | Andy Carroll      | 35 | 6       | 6        | 47       |
| 25 | Spanyolország | K     | José Manuel Reina | 34 | 5       | 7        | 46       |
| 19 | Anglia        | KP    | Stewart Downing   | 36 | 6       | 4        | 46       |
| 37 | Szlovákia     | V     | Martin Škrtel     | 34 | 5       | 6        | 45       |
| 18 | Hollandia     | KP    | Dirk Kuijt        | 34 | 5       | 5        | 44       |
| 3  | Spanyolország | V     | José Enrique      | 35 | 4       | 4        | 43       |
| 7  | Uruguay       | CS    | Luis Suárez       | 31 | 4       | 4        | 39       |
| 39 | Wales         | CS    | Craig Bellamy     | 27 | 4       | 6        | 37       |
| 26 | Skócia        | KP    | Charlie Adam      | 28 | 2       | 5        | 35       |
| 5  | Dánia         | V     | Daniel Agger      | 27 | 3       | 4        | 34       |
| 23 | Anglia        | V     | Jamie Carragher   | 21 | 5       | 5        | 31       |
| 2  | Anglia        | V     | Glen Johnson      | 23 | 3       | 3        | 29       |
| 8  | Anglia        | KP    | Steven Gerrard    | 18 | 6       | 4        | 28       |
| 20 | Anglia        | KP    | Jay Spearing      | 16 | 4       | 5        | 25       |
| 11 | Argentína     | KP    | Maxi Rodríguez    | 12 | 5       | 4        | 21       |
| 34 | Anglia        | V     | Martin Kelly      | 12 | 3       | 5        | 20       |
| 33 | Anglia        | KP    | Jonjo Shelvey     | 13 | 2       | 1        | 16       |
| 21 | Brazília      | KP    | Lucas Leiva       | 12 | 0       | 3        | 15       |
| 16 | Uruguay       | V     | Sebastián Coates  | 7  | 2       | 3        | 12       |
| 38 | Anglia        | V     | Jon Flanagan      | 5  | 1       | 2        | 8        |
| 32 | Brazília      | K     | Doni              | 4  | 0       | 0        | 4        |
| 6  | Brazília      | V     | Fábio Aurélio     | 2  | 1       | 0        | 3        |
| 4  | Portugália    | KP    | Raul Meireles     | 2  | 0       | 1        | 3        |
| 31 | Anglia        | KP    | Raheem Sterling   | 3  | 0       | 0        | 3        |
| 49 | Anglia        | V     | Jack Robinson     | 0  | 0       | 2        | 2        |
| 1  | Ausztrália    | K     | Brad Jones        | 1  | 1       | 0        | 2        |
| 22 | Skócia        | V     | Danny Wilson      | 0  | 0       | 1        | 1        |

### Gólok
A szezon 51 tétmérkőzésén 15 játékos összesen 71 gólt szerzett. Az öngóloknak köszönhetően a csapat összesen 78 gólig jutott.
| #        | Nemz.     | Poszt    | Játékos          | PL | FA-kupa | Ligakupa | Összesen |
| -------- | --------- | -------- | ---------------- | -- | ------- | -------- | -------- |
| 7        | Uruguay   | CS       | Luis Suárez      | 11 | 3       | 3        | 17       |
| 39       | Wales     | CS       | Craig Bellamy    | 6  | 1       | 2        | 9        |
| 9        | Anglia    | CS       | Andy Carroll     | 4  | 4       | 1        | 9        |
| 8        | Anglia    | KP       | Steven Gerrard   | 5  | 1       | 2        | 8        |
| 11       | Argentína | KP       | Maxi Rodríguez   | 4  | 0       | 2        | 6        |
| 18       | Hollandia | CS       | Dirk Kuijt       | 2  | 1       | 2        | 5        |
| 37       | Szlovákia | V        | Martin Škrtel    | 2  | 1       | 1        | 4        |
| 33       | Anglia    | KP       | Jonjo Shelvey    | 1  | 1       | 0        | 2        |
| 5        | Dánia     | V        | Daniel Agger     | 1  | 1       | 0        | 2        |
| 26       | Skócia    | KP       | Charlie Adam     | 2  | 0       | 0        | 2        |
| 19       | Anglia    | KP       | Stewart Downing  | 0  | 2       | 0        | 2        |
| 14       | Anglia    | KP       | Jordan Henderson | 2  | 0       | 0        | 2        |
| 16       | Uruguay   | V        | Sebastián Coates | 1  | 0       | 0        | 1        |
| 38       | Anglia    | V        | Martin Kelly     | 0  | 0       | 1        | 1        |
| 2        | Anglia    | V        | Glen Johnson     | 1  | 0       | 0        | 1        |
| Összesen | Összesen  | Összesen | Összesen         | 42 | 15      | 14       | 71       |

### Lapok
A szezon 51 tétmérkőzésén 21 játékos összesen 77 lapot kapott.
| #        | Nemz.         | Poszt    | Játékos           | PL        | PL                                   | PL        | FA-kupa   | FA-kupa                              | FA-kupa   | Ligakupa  | Ligakupa                             | Ligakupa  | Összesen  | Összesen                             | Összesen  |
| #        | Nemz.         | Poszt    | Játékos           | Sárga lap | sárga lap · 2. sárga lap · kiállítva | kiállítva | Sárga lap | sárga lap · 2. sárga lap · kiállítva | kiállítva | Sárga lap | sárga lap · 2. sárga lap · kiállítva | kiállítva | Sárga lap | sárga lap · 2. sárga lap · kiállítva | kiállítva |
| -------- | ------------- | -------- | ----------------- | --------- | ------------------------------------ | --------- | --------- | ------------------------------------ | --------- | --------- | ------------------------------------ | --------- | --------- | ------------------------------------ | --------- |
| 5        | Dánia         | V        | Daniel Agger      | 6         | 0                                    | 0         | 1         | 0                                    | 0         | 0         | 0                                    | 0         | 7         | 0                                    | 0         |
| 26       | Skócia        | KP       | Charlie Adam      | 4         | 1                                    | 0         | 0         | 0                                    | 0         | 0         | 0                                    | 0         | 4         | 1                                    | 0         |
| 21       | Brazília      | KP       | Lucas Leiva       | 5         | 0                                    | 0         | 0         | 0                                    | 0         | 1         | 0                                    | 0         | 6         | 0                                    | 0         |
| 39       | Wales         | CS       | Craig Bellamy     | 6         | 0                                    | 0         | 0         | 0                                    | 0         | 0         | 0                                    | 0         | 6         | 0                                    | 0         |
| 7        | Uruguay       | CS       | Luis Suárez       | 5         | 0                                    | 0         | 1         | 0                                    | 0         | 0         | 0                                    | 0         | 6         | 0                                    | 0         |
| 14       | Anglia        | KP       | Jordan Henderson  | 3         | 0                                    | 0         | 1         | 0                                    | 0         | 2         | 0                                    | 0         | 6         | 0                                    | 0         |
| 37       | Szlovákia     | V        | Martin Škrtel     | 2         | 1                                    | 0         | 1         | 0                                    | 0         | 0         | 0                                    | 0         | 3         | 1                                    | 0         |
| 9        | Anglia        | CS       | Andy Carroll      | 5         | 0                                    | 0         | 0         | 0                                    | 0         | 0         | 0                                    | 0         | 5         | 0                                    | 0         |
| 22       | Anglia        | KP       | Jay Spearing      | 0         | 0                                    | 1         | 0         | 0                                    | 0         | 1         | 0                                    | 0         | 1         | 0                                    | 1         |
| 25       | Spanyolország | K        | José Manuel Reina | 0         | 0                                    | 1         | 1         | 0                                    | 0         | 0         | 0                                    | 0         | 1         | 0                                    | 1         |
| 23       | Anglia        | V        | Jamie Carragher   | 1         | 0                                    | 0         | 0         | 0                                    | 0         | 2         | 0                                    | 0         | 3         | 0                                    | 0         |
| 18       | Hollandia     | KP       | Dirk Kuijt        | 3         | 0                                    | 0         | 0         | 0                                    | 0         | 0         | 0                                    | 0         | 3         | 0                                    | 0         |
| 3        | Spanyolország | V        | José Enrique      | 2         | 0                                    | 0         | 0         | 0                                    | 0         | 1         | 0                                    | 0         | 3         | 0                                    | 0         |
| 32       | Brazília      | K        | Doni              | 0         | 0                                    | 1         | 0         | 0                                    | 0         | 0         | 0                                    | 0         | 0         | 0                                    | 1         |
| 38       | Anglia        | V        | Jon Flanagan      | 2         | 0                                    | 0         | 0         | 0                                    | 0         | 0         | 0                                    | 0         | 2         | 0                                    | 0         |
| 16       | Uruguay       | V        | Sebastián Coates  | 1         | 0                                    | 0         | 0         | 0                                    | 0         | 1         | 0                                    | 0         | 2         | 0                                    | 0         |
| 33       | Anglia        | KP       | Jonjo Shelvey     | 2         | 0                                    | 0         | 0         | 0                                    | 0         | 0         | 0                                    | 0         | 2         | 0                                    | 0         |
| 34       | Anglia        | V        | Martin Kelly      | 1         | 0                                    | 0         | 1         | 0                                    | 0         | 0         | 0                                    | 0         | 2         | 0                                    | 0         |
| 2        | Anglia        | V        | Glen Johnson      | 2         | 0                                    | 0         | 0         | 0                                    | 0         | 0         | 0                                    | 0         | 2         | 0                                    | 0         |
| 1        | Ausztrália    | K        | Brad Jones        | 1         | 0                                    | 0         | 0         | 0                                    | 0         | 0         | 0                                    | 0         | 1         | 0                                    | 0         |
| 11       | Argentína     | KP       | Maxi Rodríguez    | 1         | 0                                    | 0         | 0         | 0                                    | 0         | 0         | 0                                    | 0         | 1         | 0                                    | 0         |
| 8        | Anglia        | KP       | Steven Gerrard    | 0         | 0                                    | 0         | 0         | 0                                    | 0         | 1         | 0                                    | 0         | 1         | 0                                    | 0         |
| 19       | Anglia        | KP       | Stewart Downing   | 1         | 0                                    | 0         | 0         | 0                                    | 0         | 0         | 0                                    | 0         | 1         | 0                                    | 0         |
| Összesen | Összesen      | Összesen | Összesen          | 47        | 2                                    | 2         | 6         | 0                                    | 0         | 9         | 0                                    | 0         | 62        | 2                                    | 2         |

### A meccs embere
Minden tétmérkőzés után a Liverpool honlapján a drukkerek megszavazhatják a mérkőzés legjobbját, valamint a csapat sportújságírói is voksolnak. Az alábbi táblázat a címek számát mutatja játékosokra lebontva.
| #  | Nemz.         | Poszt | Játékos          | Szurkolók |
| -- | ------------- | ----- | ---------------- | --------- |
| 7  | Uruguay       | CS    | Luis Suárez      | 16        |
| 9  | Anglia        | CS    | Andy Carroll     | 9         |
| 39 | Wales         | CS    | Craig Bellamy    | 7         |
| 3  | Spanyolország | V     | José Enrique     | 5         |
| 8  | Anglia        | KP    | Steven Gerrard   | 4         |
| 5  | Dánia         | V     | Daniel Agger     | 3         |
| 26 | Skócia        | KP    | Charlie Adam     | 1         |
| 21 | Brazília      | KP    | Lucas Leiva      | 1         |
| 11 | Argentína     | KP    | Maxi Rodríguez   | 1         |
| 2  | Anglia        | V     | Glen Johnson     | 1         |
| 19 | Anglia        | KP    | Stewart Downing  | 1         |
| 37 | Szlovákia     | V     | Martin Škrtel    | 1         |
| 16 | Uruguay       | V     | Sebastián Coates | 1         |

| #  | Nemz.         | Poszt | Játékos          | Újságírók |
| -- | ------------- | ----- | ---------------- | --------- |
| 7  | Uruguay       | CS    | Luis Suárez      | 13        |
| 3  | Spanyolország | V     | José Enrique     | 8         |
| 39 | Wales         | CS    | Craig Bellamy    | 7         |
| 37 | Szlovákia     | V     | Martin Škrtel    | 4         |
| 9  | Anglia        | CS    | Andy Carroll     | 4         |
| 14 | Anglia        | KP    | Jordan Henderson | 4         |
| 5  | Dánia         | V     | Daniel Agger     | 2         |
| 19 | Anglia        | KP    | Stewart Downing  | 2         |
| 21 | Brazília      | KP    | Lucas Leiva      | 1         |
| 23 | Anglia        | V     | Jamie Carragher  | 1         |
| 26 | Skócia        | KP    | Charlie Adam     | 1         |
| 11 | Argentína     | KP    | Maxi Rodríguez   | 1         |
| 20 | Anglia        | KP    | Jay Spearing     | 1         |
| 8  | Anglia        | KP    | Steven Gerrard   | 1         |
| 32 | Brazília      | K     | Doni             | 1         |
| 33 | Anglia        | KP    | Jonjo Shelvey    | 1         |

## Díjak
A csapatnál a szurkolók mindig megszavazzák a hónap játékosát (Standard Chartered LFC Player of the Month), illetve a szezon végén az egész éves teljesítménye alapján a legjobb játékost. A díjakat a főszponzor, a Standard Chartered alapította még érkezésekor, a 2010–11-es szezon elején.
| Hónap             | 2011. augusztus     | 2011. szeptember    | 2011. október       |
| ----------------- | ------------------- | ------------------- | ------------------- |
| A hónap játékosa  | Suárez (71%)        | Suárez (65%)        | Suárez (70%)        |
| Hónap             | 2011. november      | 2011. december      | 2012. január        |
| A hónap játékosa  | Lucas (65%)         | Bellamy (44%)       | Bellamy (56%)       |
| Hónap             | 2012. február       | 2012. március       | 2012. április       |
| A hónap játékosa  | Škrtel (46%)        | Gerrard (39%)       | Suárez (64%)        |
| A szezon játékosa | Martin Škrtel (44%) | Martin Škrtel (44%) | Martin Škrtel (44%) |